# Alertigorgia mjöbergi
Alertigorgia mjöbergi is een zachte koraalsoort uit de familie Anthothelidae. De koraalsoort komt uit het geslacht Alertigorgia. Alertigorgia mjöbergi werd in 1916 voor het eerst wetenschappelijk beschreven door Broch. 